# Regas Automobile Company
Regas Automobile Company war ein US-amerikanischer Hersteller von Automobilen.

## Unternehmensgeschichte
Frederick Sager hatte bereits ab etwa 1900 in Rochester im US-Bundesstaat New York die Regas Vehicle Company betrieben.  Er hatte Rahmen für Fahrräder und einige Motorräder hergestellt.
Im Sommer 1903 löste er das erste Unternehmen auf und gründete in der gleichen Stadt die Regas Automobile Company. Er begann mit der Produktion von Automobilen. Der Markenname lautete Regas, rückwärts für Sager. Im Januar 1904 präsentierte er fünf Fahrzeuge auf der National Automobile Show in New York City aus. Finanzielle Probleme traten auf.
Im Sommer 1904 übernahm D. D. Dunn das Unternehmen. Er warb William H. Birdsall als Konstrukteur an. 1905 endete die Produktion. 1906 wurde das Unternehmen aufgelöst.

## Fahrzeuge
Das erste Modell von 1903 hatte einen Einzylindermotor mit 7 PS Leistung. Das Fahrgestell hatte 183 cm Radstand. Der Aufbau war ein Runabout. Der Neupreis betrug 750 US-Dollar.
1904 erschien ein Modell mit einem V2-Motor, der 12 PS leistete. Der Radstand betrug 206 cm. Runabout und Tourenwagen sind überliefert, die 1500 Dollar kosteten. Außerdem gab es einen Wagen mit V4-Motor und 20 PS Leistung. Sein Radstand maß 218 cm. Die Motorleistung wurde über eine Kardanwelle an die Hinterachse übertragen.
Birdsall entwarf für das Modelljahr 1905 ein größeres Modell. Es hatte einen Vierzylindermotor, ein Dreiganggetriebe und ein Fahrgestell mit 254 cm Radstand.